# George Thorndike Angell
George Thorndike Angell (Southbridge, Massachusetts, 5 de junho de 1823 – Boston, 16 de março de 1909) foi um advogado, criminologista, filantropo, e defensor para o tratamento humanitário dos animais.

## Biografia

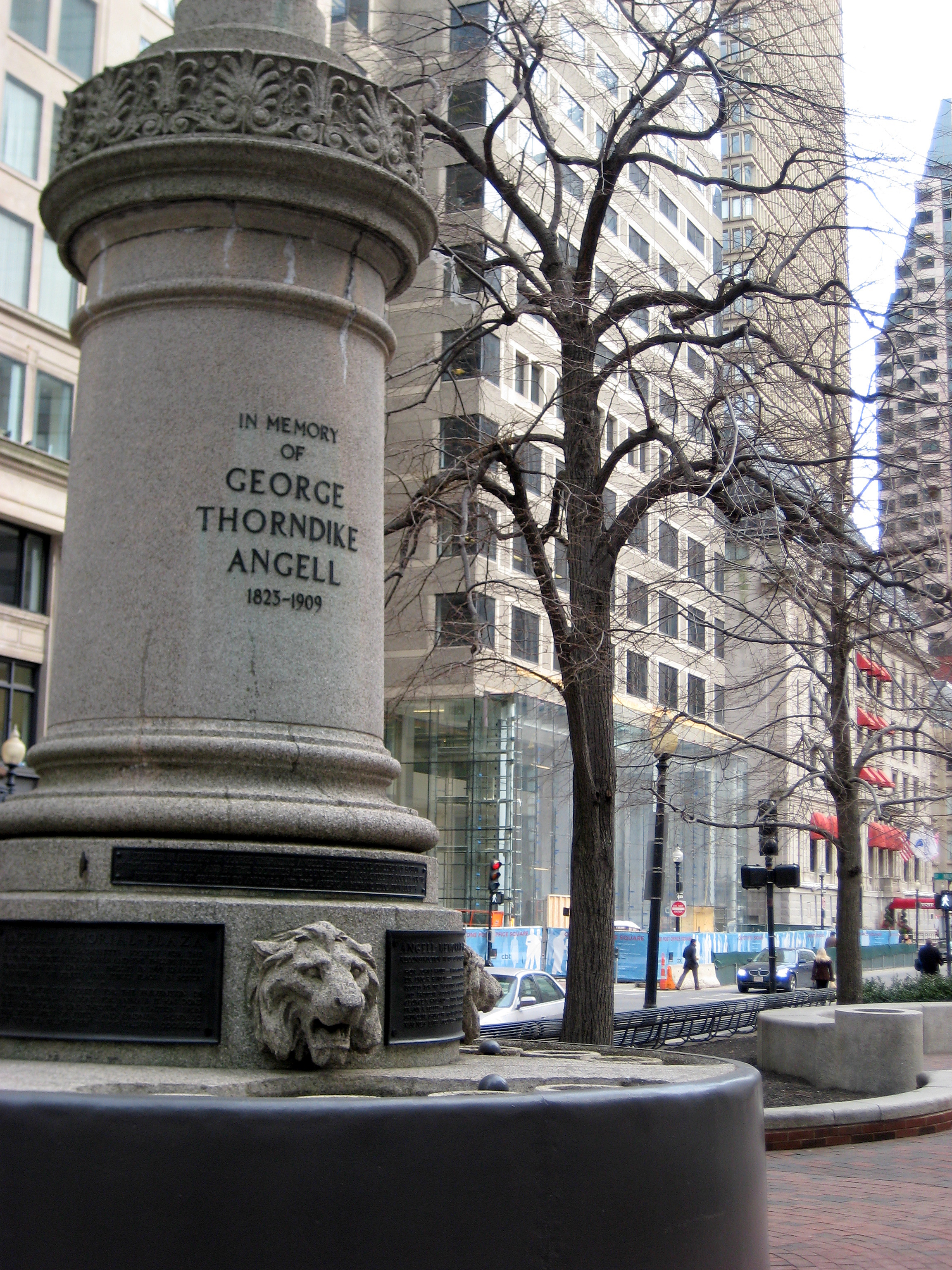
Detalhe do monumento a George Thorndike Angell no distrito financeiro de Boston

Angell nasceu em Southbridge, Massachusetts, graduou-se no Dartmouth College em 1846, estudou Direito na Harvard Law School, e em 1851 começou a trabalhar como advogado em Boston, onde permaneceu por muitos anos.
Enquanto assistia às corridas de cavalos em 1866, testemunhou dois cavalos sendo exigidos até a morte. Motivado por este incidente e inspirado no trabalho realizado por Henry Bergh em Nova Iorque, defendeu um tratamento humanitário para os animais, que se tornou sua paixão.
Em 1868, fundou e se tornou presidente da  Sociedade de Massachusetts para a Prevenção da Crueldade contra os Animais, no mesmo ano, fundou e se tornou editor do Os nossos animais irracionais, um jornal para a promoção dos esforços organizados para garantir o tratamento humanitário de animais. Por muitos anos esteve à frente da organização de sociedades humanitárias na Inglaterra e América. Em 1882 iniciou o movimento para a criação de Grupos de Misericórdia (para a promoção de tratamento humanitário dos animais), dos quais em 1908 havia mais de 72 000 em atividade. Em 1889, fundou e tornou-se presidente da American Humane Education Society.
Angell se tornou também conhecido como criminologista e como defensor de leis para a salvaguarda da saúde pública e contra a adulteração de alimentos.

## Morte
Após sofrer de problemas de saúde por um longo tempo, morreu em seu apartamento no Hotel Westminster em Boston com a idade de 85 anos. Está sepultado no Cemitério de Mount Auburn em Cambridge/Watertown.

## Publicações selecionadas
- Angell, George Thorndike (1872). «Cattle transportation in the United States : an essay». Boston: Massachusetts Society for the Prevention of Cruelty to Animals. Consultado em 23 de abril de 2022
- Angell, George Thorndike (1872). «The check-rein». Boston: Massachusetts Society for the Prevention of Cruelty to Animals. Consultado em 23 de abril de 2022
- Angell, George T. (George Thorndike) (1874). «Protection of animals». Nova Iorque: History of Medicine Collections (Duke University) NcD. Consultado em 23 de abril de 2022
- Angell, George Thorndike (1882). «Autobiographical sketches and personal recollections.». Boston: American Humane Education Society. Consultado em 23 de abril de 2022